# Water Island
Water Island és la quarta i més recentment adquirida de les Illes Verges Nord-americanes, que tenen l'estatus de Territori Dependent dels Estats Units. Està situada al mar Carib. L'illa és d'origen volcànic i es troba a 1 km al sur de l'Illa de Saint Thomas. Està comunicada amb aquesta última mitjançant un servei de ferry que surt regularment des de Crown Bay. El recorregut d'aquest dura uns 10 minuts.
Té uns 2 kilòmetres quadrats d'extenció i és l'illa més petita de les Illes Verges Nord-americanes més importants. Administrativament forma part del sub-districte de Saint Thomas. Es tracta d'una illa residencial, amb una població d'uns 161 habitants (2000) i no té cap establiment comercial significatiu. Diverses cases de la Water Island han estat acomodades per a ús dels turistes. Les principals atraccions de l'illa són les platges, sobretot Honeymoon Beach (Platja de la Lluna de Mel), les antigues plantacions i Fort Segarra, un fort subterrani parcialment construït pels Estats Units durant la Segona Guerra Mundial. L'extrem nord de l'illa és una comunitat privada, Sprat Bay Estates i s'estén fins a la platja de Sprat Bay. Totes les platges són d'ús públic.

## Història
Els primers habitants coneguts de Water Island eren amerindis taïnos, que vivien a l'illa al segle xv. Water Island va rebre aquest nom dels exploradors europeus perquè a l'illa hi havia diverses fonts naturals d'aigua potable. Moltes illes de les Antilles no en tenen i per això l'illa va esdevenir una escala freqüent per als pirates que volien omplir les seves reserves d'aigua.
La Companyia Danesa de les Índies Occidentals i Guinea va reclamar la propietat de l'illa als voltants del 1769. Durant el segle xviii i els principis del segle xix l'illa fou propietat de diversos negres i mulats alliberats que cultivaven cotó i criaven ramats. El 1905 l'illa fou venguda a la Companyia Danesa de les Índies Occidentals, qui no la va vendre juntament amb la resta de les Illes Occidentals Daneses als Estats Units d'Amèrica el 1917.
El 1944 els Estats Units van adquirir Water Island per a protegir la base de submarins de Saint Thomas durant la Segona Guerra Mundial. Entre el 1944 i el 1950 l'illa va estar sota la supervisió del Departament de Defensa estatunidenc. La Divisió de Guerra Química de l'Exèrcit dels Estats Units va adquirir diversos terrenys de Water Island per a provar diverses armes químiques, com l'Agent taronja. El 1950 l'illa va passar al Departament d'Interior, que la va llogar a residents civils.
El control de Water Island fou transferit del govern federal al govern territorial de les Illes Verges Nord-americanes el 12 de desembre del 1996, convertint-la en la "Última Verge". A finals de la dècada del 1990, el Departament d'Interior començà a transferir les propietats governamentals de l'illa als residents. El 2005, el govern de les Illes Verges Nord-americanes anuncià plans pel desenvolupament de Water Island i decidí ampliar la construcció d'habitatges per a resoldre l'escassesa de terreny a l'illa de Saint Thomas.